# Le Vent d'est
Le Vent d'est (bra: O Vento do Leste) é um filme de 1970 do Grupo Dziga Vertov, um coletivo de cineastas politicamente ativos, que, em sua essência, incluía Jean-Luc Godard e Jean-Pierre Gorin. Como na maioria dos filmes desse período da carreira de Godard, o crédito de direção foi concedido ao coletivo e não individualmente a cada cineasta. Ainda, conta como a participação de Glauber Rocha como ator, interpretando ele mesmo.
O filme trata de inúmeras questões a respeito das posições políticas anticapitalistas, mas principalmente de questões sobre a ideologia das composições do cinema que são antecipadamente consideradas naturais, como a junção da imagem e do som.
Nos filmes do Grupo Dziga Vertov, O Vento do Leste se tornou particularmente notável devido ao influente ensaio de Peter Wollen sobre o assunto. Wollen afirma que O Vento do Leste exemplifica como os princípios brechtianos de "teatro épico" podem ser aplicados ao cinema como "contra-cinema".

## Sinopse
O filme reflete o interesse de Gorin e, especialmente, de Godard em separar o som da imagem, como um meio de reinventar a linguagem do cinema comercial "burguês". O filme começa com a história de um executivo da Alcoa que é sequestrado, mas muda abruptamente de assunto e inicia um longo manifesto sobre a história e o contexto político do cinema revolucionário, incluindo a autocrítica marxista-leninista e uma crítica à indústria cinematográfica de Hollywood.

## Elenco
- Gian Maria Volonté - O guarda do norte
- Anne Wiazemsky - A revolucionária
- Glauber Rocha - ele mesmo
- Allan Midgette - O índio
- Christiana Tullio Altan - A jovem burguesa
- José Varela - O guia
- Götz George - Soldado